# Sacrae disciplinae leges
Sacrae disciplinae leges è una costituzione apostolica approvata e sottoscritta da papa Giovanni Paolo II il 25 gennaio 1983. Il documento pontificio promulgava il Codice di Diritto Canonico vigente. La data di promulgazione coincideva con quella dell'annuncio dell'imminente Concilio Vaticano II, e della redazione contestuale di un nuovo codice di diritto canonico, fatta da papa Giovanni XXIII nel 1959.

## Contenuto
Nella prima parte del documento, Giovanni Paolo II ricorda le circostanze che hanno condotto alla produzione di un Codice nuovo rispetto a quello del 1917 e il fatto che, grazie alle conclusioni del Concilio, il nuovo Codice era stato elaborato con la collaborazione di molti vescovi, in una forma collegiale in linea con il metodo di lavoro del Concilio Vaticano II. La Chiesa viene anche presentata come popolo di Dio, secondo il concetto-chiave proposto nella costituzione conciliare Lumen gentium.
In quest'ottica, il nuovo Codice rappresenta la concretizzazione giuridica delle novità dottrinali e pastorali apportate dal Concilio Vaticano II, con cui deve essere guardato in ottica complementare.
Il Papa riflette quindi sulla natura del diritto canonico in relazione alla Chiesa, promulgando ufficialmente il Codice:
(Sacrae Disciplinae leges)